# Bệnh Eales
Bệnh Eales, còn được biết như viêm võng mạc ngoại vi tiên phát (angiopathia retinae juvenilis, periphlebitis retinae, primary perivasculitis of the retina) là một bệnh của mắt được đặc trưng bởi viêm và có thể tắc mạch máu võng mạc, tăng sinh bất thường các mạch máu mới (tân mạch - neovascularization), và xuất huyết võng mạc, pha lê thể gần đây.
Rối loạn không viêm của các mạch máu ngoại vi võng mạc với xuất huyết pha lê thể và võng mạc làm giảm thị lực đột ngột. Xảy ra do stress, sau chấn thương, sau yếu liệt. Hầu hết các trường hợp không rõ (spontaneous and unilateral) không có sau chấn thương. Bắt đầu với viêm võng mạc ngoại vi. Sự mất thị lực đột ngột thường ở một mắt hoặc suy giảm thị lực (scotoma, floating spots). Đôi khi có kèm tân mạch, xuất huyết.
Bệnh được mô tả trên một bệnh nhân nam trẻ tuổi bởi Henry Eales năm 1880, sau được bác sĩ người Hà Lan Adrien Christopher van Trigt (1825-1864) phát triển mô tả thêm.